# 4-나이트로페놀
4-나이트로페놀(영어: 4-nitrophenol)은 벤젠 고리의 하이드록실기의 반대편 위치에 나이트로기를 가지고 있는 페놀 화합물이다. p-나이트로페놀(영어: p-nitrophenol), 4-하이드록시나이트로벤젠(영어: 4-hydroxynitrobenzene)이라고도 한다.

## 특성
4-나이트로페놀은 결정질 상태에서 두 가지 동질이상을 나타낸다. 알파형은 무색 기둥 형태로 상온에서 불안정하고 태양광에 안정하다. 베타형은 노란색 기둥 형태로 상온에서 안정하고 햇빛을 받으면 점차 빨간색으로 변한다. 일반적으로 4-나이트로페놀은 이 두 가지 형태의 혼합물로 존재한다.
4-나이트로페놀은 25 °C 용액에서 해리 상수(pKa)가 7.15이다.
|  |

## 제조

### 페놀로부터 제조
4-나이트로페놀은 실온에서 묽은 질산을 사용하여 페놀을 나이트로화하여 제조할 수 있다. 이 반응으로 2-나이트로페놀과 4-나이트로페놀의 혼합물이 생성된다.
|  |

## 용도

### 산·염기 지시약
4-나이트로페놀은 산·염기 지시약으로 사용할 수 있다. 4-나이트로페놀 용액은 pH 5.4 이하에서는 무색, pH 7.5 이상에서는 노란색을 나타낸다. 이러한 색상이 변하는 특성으로 인해 4-나이트로페놀은 산·염기 지시약으로 유용하다. 4-나이트로페놀산염(4-nitrophenolate) (또는 4-나이트로페녹사이드) 형태의 노란색은 405 nm에서 흡광도가 최대이기 때문(강염기에서 ε = 18.3 to 18.4 mM−1 cm−1)이다. 대조적으로 4-나이트로페놀은 405 nm에서 약한 흡광도를 갖는다.(ε = 0.2 mM−1 cm−1). 4-나이트로페놀/4-나이트로페녹사이드의 등흡수점은 348 nm이고 ε = 5.4 mM−1 cm−1이다.

### 기타 용도
- 4-나이트로페놀은 파라세타몰 합성에서의 중간생성물이다. 4-아미노페놀로 환원된 다음 아세트산 무수물로 아세틸화된다.[6]
- 4-나이트로페놀은 페네티딘 및 아세토페네티딘, 지시약 및 살진균제의 원료 제조를 위한 전구체로 사용된다. 4-나이트로페놀의 생물축적은 거의 일어나지 않는다.
- 펩타이드 합성에서 4-나이트로페놀의 카복실산 에스터 유도체는 아마이드 부분의 구성을 위한 활성화된 성분으로 작용할 수 있다.

### 유도체의 용도
실험실에서 4-아미노페놀은 파라-나이트로페닐인산(pNPP)의 가수분해에 의한 알칼리성 인산가수분해효소 활성의 존재를 감지하는 데 사용된다. 염기성 조건에서 가수분해효소가 있으면 반응 용기가 노란색으로 변한다.
4-나이트로페놀은 4-나이트로페닐 인산(알칼리성 인산가수분해효소의 기질로 사용됨), 4-나이트로페닐 아세트산(탄산무수화효소의 기질로 사용됨), 다양한 글리코시데이스를 분석하는 데 사용되는 4-나이트로페닐-β-D-글루코피라노사이드 및 기타 당 유도체와 같은 여러 합성 기질의 효소적 절단의 산물이다. 해당하는 기질이 있는 특정 효소에 의해 생성되는 4-나이트로페놀의 양은 약 405 nm에서 분광광도계로 측정할 수 있으며 샘플에서 효소 활성의 양에 대한 프록시 측정값으로 사용할 수 있다.
효소의 활성을 정확하게 측정하려면 405 nm에서 4-나이트로페놀의 약한 흡광도를 감안할 때 4-나이트로페놀 생성물이 완전히 탈양성자화되어 4-나이트로페놀산염(4-nitrophenolate)으로 존재해야 한다. 하이드록실기의 완전한 이온화는 화합물의 파이 결합의 공액(컨주게이션)에 영향을 미친다. 산소의 고립전자쌍은 벤젠 고리와 나이트로기에 대한 공액을 통해 비편재화될 수 있다. 공액계의 길이가 유기 화합물의 색에 영향을 미치기 때문에 이러한 이온화 변화로 인해 완전히 탈양성자화되어 4-나이트로페놀산염으로 존재할 때 4-나이트로페놀이 노란색으로 변한다.
이러한 기질을 사용하여 효소의 활성을 측정할 때 흔히 저지르는 실수는 발색되는 생성물의 일부만 이온화된다는 점을 고려하지 않고 중성 또는 산성 pH에서 분석을 수행하는 것이다. 문제는 모든 생성물을 4-나이트로페녹사이드로 전환시키는 수산화 나트륨(NaOH) 또는 기타 강염기와의 반응을 중단함으로써 극복할 수 있다. 생성물의 99% 이상이 이온화되도록 최종 pH는 약 9.2 이상이어야 한다. 대안적으로 효소의 활성은 4-나이트로페놀/4-나이트로페녹사이드의 등흡수점인 348 nm에서 측정할 수 있다.

## 독성
4-나이트로페놀은 눈, 피부 및 호흡기를 자극한다. 4-나이트로페놀은 또한 그러한 부분에 염증을 일으킬 수 있다. 4-나이트로페놀은 혈액과의 상호작용을 지연시키고 메트헤모글로빈혈증을 일으키는 메트헤모글로빈을 형성하여 잠재적으로 청색증, 착란 및 무의식을 유발할 수 있다. 4-나이트로페놀을 섭취하면 복통과 구토가 일어난다. 피부에 장기간 노출되면 알레르기 반응을 일으킬 수 있다. 4-나이트로페놀의 유전독성 및 발암성은 알려져 있지 않다. 생쥐(mouse)에서 LD50은 282 mg/kg이고, 쥐(rat)의 LD50은 202 mg/kg이다.

## 같이 보기
- 나이트로페놀